# 5 (tal)
5 (fem (fil)) är det naturliga heltalet som följer 4 och föregår 6.

## I matematiken
- 5 är ett udda tal.
- det femte fibonaccitalet.
- det tredje primtalet samt det enda som kan ha 5 som entalssiffra.
- förkortning för Finita elementmetoden.
- 5 är ett Jacobsthaltal
- 5 är ett Armstrongtal
- 5 är ett Prothtal och ett Fermatprimtal
- 5 är ett kvadratfritt tal
- 5 är ett Thabittal
- 5 är ett Leonardotal
- 5 är ett centrerat tetraedertal
- 5 är ett centrerat kvadrattal.
- 5 är summan av de två första primtalen, då 2 + 3 = 5
- 5 är ett palindromtal i det decimala talsystemet.
- 5 är ett palindromtal i det binära talsystemet.
- 5 är ett palindromtal i det kvarternära talsystemet.
- 5 är ett Eulers lyckotal.
- 5 är ett Wolstenholmetal.
- 5 är ett pentagontal.
- 5 är ett Catalantal.
- 5 är ett Belltal.

## Inom vetenskapen
- Bor, atomnummer 5
- M5, klotformig stjärnhop i Ormen, Messiers katalog
- 5 Astraea, en asteroid

## Kultur

### Filmer
- Det femte elementet (1997)
- Fast & Furious 5 (2011)